# Homeward Rolling Soldier
Homeward Rolling Soldier är den första singeln från Christian Kjellvanders studioalbum Songs From a Two-Room Chapel, utgivet 2002.

## Låtlista
Båda låtarna är skrivna av Christian Kjellvander.
1. "Homeward Rolling Soldier" - 3:54
2. "Broken Wheels" - 4:13